# Веруша
Веруша је насељено мјесто у граду Подгорици у Црној Гори. Према попису из 2023. било је 13 становника.

## Основни подаци
Веруша је насеље на пола старог пута између Подгорице и Колашина. Налази се на надморској висини од 1216 метара. У старим изворима за Верушу се зна да је била пашњак племена Братоножићи, о чему свједоче и стихови из пјесме Видосаве, сестре Пеја Станојева: О, Верушо губикозија душо... Од старосједилачких породица Верушу су настањивали и имали посједе на њој: Вешовићи, Зечевићи,Оровићи, Милошевићи и Лашићи — васојевићке породице, Секуловићи, Ђукићи, Чађеновићи и Дармановићи- Братоножићи, затим Маровићи, Милачићи  — Кучи. Сачувани су трагови старог становништва Мацура у виду гробља и тумула распоређених на више локација. Топоним Веруша је иначе српског поријекла и истовремено је старо српско женско име. Током римског управљања овим областима долином Веруше пролазио је трговачки пут од Дубровнику преко Дукље и Широкара до Пећи чији остаци и данас постоје у народу познати као римска џада. У административној подјели припадала је римској провинцији Диоклетији. По успостављању првих српских племенских управа овај поткомовски крај долази под управу братоношких војвода и остаје под њиховом контролом све до пада последње српске средњовјековне државе. Након тога контролу над овим крајем преузимају скадарски паше. У пописима становништва из 15. вијека помиње се Хасан Маринит као спахија овог тимара. Веруша се 1650. године налази у области војводства братоношко брдског војводе архимандрита Ножицког Пеја Станојева Баљевића. У насељу се већина становништва бави пољопривредом. У летњим месецима на Веруши је много више становника, викендаша. Они долазе у своје куће ради одмора, рекреације али и експлоатације богатих природних ресурса. 
- У Веруши постоје двије пилане.
- Веруша је позната по дјечјем одмаралишту дечјег савеза из Подгорице. Одмаралиште ради и зими и љети у неколико смјена.
- Када је ноћни провод у питању, само у току сезоне рада одмаралишта организују се игранке.
- Веруша лежи на истоименој ријеци.

## Демографија
У насељу Веруша живи 70 пунољетних становника, а просјечна старост становништва износи 42,1 година (46,6 код мушкараца и 37,4 код жена). У насељу има 22 домаћинства, а просјечан број чланова по домаћинству је 3,95.
Ово насеље је углавном насељено Србима (према попису из 2003. године).
|  |

| Демографија | Демографија | Демографија |
| Година      | Становника  | Становника  |
| ----------- | ----------- | ----------- |
|             |             |             |
|             |             |             |
|             |             |             |
|             |             |             |
| 1948.       | 279         |             |
| 1953.       | 294         |             |
| 1961.       | 277         |             |
| 1971.       | 219         |             |
| 1981.       | 123         |             |
| 1991.       | 69          | 69          |
| 2003.       | 87          | 87          |
|             |             |             |

| Етнички састав према попису из 2003.‍ | Етнички састав према попису из 2003.‍ | Етнички састав према попису из 2003.‍ | Етнички састав према попису из 2003.‍ | Етнички састав према попису из 2003.‍ |
| ------------------------------------ | ------------------------------------ | ------------------------------------ | ------------------------------------ | ------------------------------------ |
|                                      |                                      |                                      |                                      |                                      |
| Срби                                 | Срби                                 |                                      | 62                                   | 71,26%                               |
| Црногорци                            | Црногорци                            |                                      | 23                                   | 26,43%                               |
| непознато                            | непознато                            |                                      | 0                                    | 0,0%                                 |

| Година пописа     | 1948. | 1953. | 1961. | 1971. | 1981. | 1991. | 2003. |
| ----------------- | ----- | ----- | ----- | ----- | ----- | ----- | ----- |
| Број домаћинстава | 54    | 50    | 69    | 56    | 32    | 23    | 22    |

| Број чланова      | 1  | 2 | 3 | 4 | 5 | 6 | 7 | 8 | 9 | 10 и више | Просек |
| ----------------- | -- | - | - | - | - | - | - | - | - | --------- | ------ |
| Број домаћинстава | 22 | 2 | 4 | 4 | 3 | 3 | 4 | 2 | 0 | 0         | 0      |

| Пол    | Укупно | Неожењен/Неудата | Ожењен/Удата | Удовац/Удовица | Разведен/Разведена | Непознато |
| ------ | ------ | ---------------- | ------------ | -------------- | ------------------ | --------- |
| Мушки  | 38     | 14               | 22           | 1              | 1                  | 0         |
| Женски | 33     | 11               | 19           | 3              | 0                  | 0         |
| УКУПНО | 71     | 25               | 41           | 4              | 1                  | 0         |

| Пол    | Укупно                    | Пољопривреда, лов и шумарство | Рибарство                            | Вађење руде и камена | Прерађивачка индустрија       |
| ------ | ------------------------- | ----------------------------- | ------------------------------------ | -------------------- | ----------------------------- |
| Мушки  | 17                        | 8                             | 0                                    | 0                    | 3                             |
| Женски | 2                         | 0                             | 0                                    | 0                    | 0                             |
| УКУПНО | 19                        | 8                             | 0                                    | 0                    | 3                             |
| Пол    | Производња и снабдевање   | Грађевинарство                | Трговина                             | Хотели и ресторани   | Саобраћај, складиштење и везе |
| Мушки  | 0                         | 1                             | 1                                    | 0                    | 2                             |
| Женски | 0                         | 0                             | 1                                    | 0                    | 0                             |
| УКУПНО | 0                         | 1                             | 2                                    | 0                    | 2                             |
| Пол    | Финансијско посредовање   | Некретнине                    | Државна управа и одбрана             | Образовање           | Здравствени и социјални рад   |
| Мушки  | 0                         | 1                             | 0                                    | 0                    | 0                             |
| Женски | 0                         | 0                             | 0                                    | 0                    | 0                             |
| УКУПНО | 0                         | 1                             | 0                                    | 0                    | 0                             |
| Пол    | Остале услужне активности | Приватна домаћинства          | Екстериторијалне организације и тела | Непознато            | Непознато                     |
| Мушки  | 1                         | 0                             | 0                                    | 0                    | 0                             |
| Женски | 0                         | 0                             | 0                                    | 1                    | 1                             |
| УКУПНО | 1                         | 0                             | 0                                    | 1                    | 1                             |